# باريلاس وان
باريلاس وان هو نادي كرة قدم هندوراسي أٌسس عام 1997. يلعب النادي في Honduran Liga Nacional de Ascenso ‏.